# Perlan

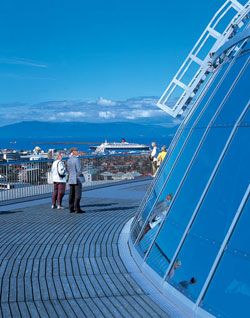
Uitzicht vanaf het observatiedeck

Perlan ("De Parel") is een cultureel centrum, iets ten zuidoosten van de IJslandse hoofdstad Reykjavik. Daarnaast is het een complex van warmwatertanks, die samen in totaal 21 miljoen liter kunnen bevatten.
Oorspronkelijk was het complex alleen bedoeld voor de stadsverwarming. Begin jaren negentig werd het complex verbouwd en kreeg het de huidige vorm. Het werd geopend op 21 juni 1991. Vijf van de zes watertanks zijn nog steeds in gebruik. De zesde tank is omgebouwd tot museum, waar de Nederlandse ontwerper Susan Christianen onder andere de gletsjer-expositie en simulatie vormgegeven en gebouwd heeft samen met haar collega Johan Larsson. In het midden tussen de tanks staat een glazen koepel van 25,7 meter hoog. Hierin zijn een aantal winkels en bovenin een draaiend restaurant met café gevestigd. Boven de tanks ligt een observatiedek. Het vernieuwde complex is ontworpen door de IJslandse architect Ingimundur Sveinsson.